# Cimitero di Saint-Germain
Il cimitero di Saint-Germain (cimetière Saint-Germain) di Parigi fu un cimitero protestante risalente al XIII secolo.

## Ubicazione e dimensione
Era situato all'angolo nord-est della vecchia  rue Taranne e  rue des Saints-Pères, lungo il percorso della Chapelle des Saint-Pères, oggi corrispondente al n° 186 di  square Taras-Chevtchenko (in precedenza  square de la Charité) di  boulevard Saint-Germain. Di forma rettangolare, misurava 27 tese per 8 (ovvero 53 per 16 metri).

## Storia
Di proprietà della parrocchia di Saint-Sulpice, il cimitero risulta essere sorto nel 1259. Nel 1544, venne assegnato alla sepoltura dei morti di peste e di lebbra. Venne in seguito utilizzato dai protestanti a partire dal 1576. L'articolo 45 dell'editto di Nantes (1598) lo segnalò come uno dei due cimiteri parigini concessi ai protestanti (i quali gli assegnarono il nome di cimitero della Trinità).